# 안전지대 (심리학)

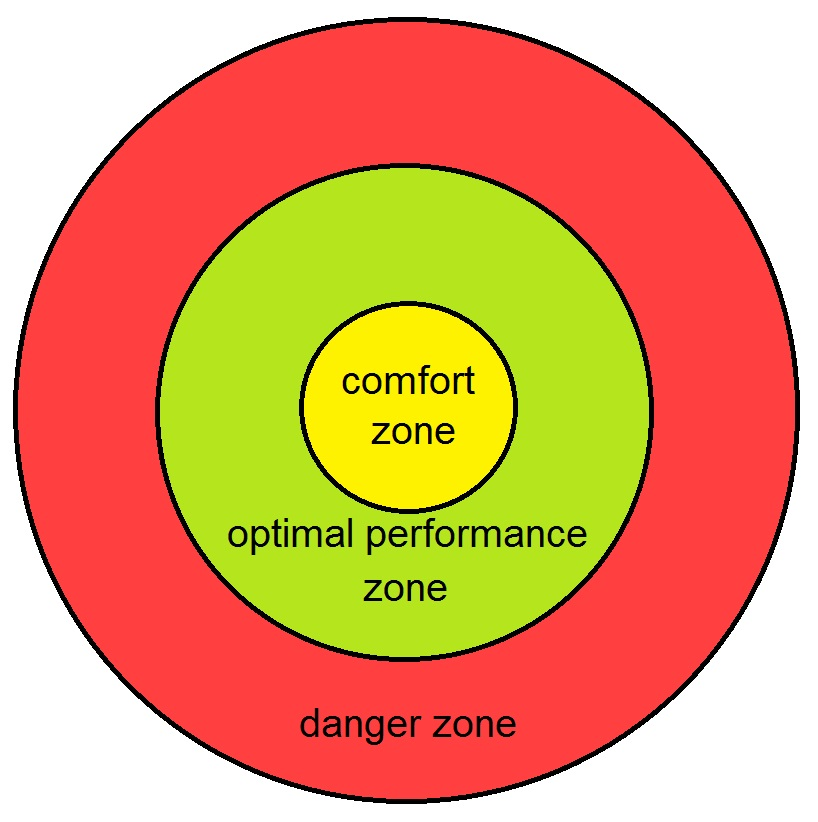
세 가지 심리적 상태.

안전지대(安全地帶, comfort zone)는 어떠한 사물이 사람에게 친근한 느낌을 주는 심리적인 상태이며 사람들은 낮은 수준의 걱정과 스트레스를 느끼며 환경을 통제할 수 있다. 이 영역에서는 꾸준한 수준의 수행이 가능하다.
바드윅은 이 용어를 '불안중립적인 위치에서 사람이 활동하는 행동 상태'라고 정의한다. 브라운은 이 용어를 '우리의 불확실하고 부족하며 취약함이 최소화 되는 곳-우리가 충분한 사랑, 음식, 재능, 시간, 존경에 접근할 수 있다고 믿는 곳"으로 묘사했다.

## 수행 관리
안전 지대를 벗어나면 불안감이 생기고 스트레스 반응이 일어난다.  이는 집중과 집중력의 향상의 결과를 낳는다.
white(2009)는 어느 정도의 스트레스가 일의 성능을 향상시켜주는 '최적의 성능 구역'을 언급했다. Yerkes(1907)는 "불안은 각성의 최적 수준에 도달할 때까지 일의 성능을 향상시킨다. 그 수준을 넘어서면 불안감이 높아지면서 일의 성능이 악화된다"고 언급했다. '최적의 성능 구역'의 넘어에는 더 큰 불안의 영향을 받아 성능이 급격히 하락하는 "위험 구역"이 놓여 있다.
그러나 일반적인 상황에서의 스트레스는 의사결정에 부정적인 영향을 미칠 수 있다: 비록 이런 방법들이 더 이상 도움이 되지 않더라도, 더 적은 수의 전략이 사용되거나 익숙한 전략이 사용된다.
최적의 성능 관리를 위해서는 최적의 성능 구역에서 시간을 최대화해야 한다.
- 흐름 (심리학)
- 개인적인 경계
- Yerkes-Dodson 법칙

## 같이 보기
- 몰입
- 개인 바운더리
- 여키스-도슨 법칙